# Dimitri Radtxenko
Dmitri Leonídovitx Radtxenko (en rus Дмитрий Леонидович Радченко; nascut el 2 de desembre de 1970 a Sant Petersburg, aleshores Leningrad) és un exjugador de futbol rus. Va jugar en diversos equips com el Zenit Leningrad, el Spartak de Moscou, el Racing de Santander, el Deportivo de La Corunya i el Jubilo Iwata.

## Títols
- 2 Lliga russa de futbol, 1992 y 1993
- 1 Copa soviètica de futbol, 1992
- 1 Copa russa de futbol, 1994

## Selecció
Radtxenko va jugar dues vegades amb l'antiga selecció de l'URSS. Una vegada desmantellada la Unió Soviètica, va continuar sent seleccionat per la selecció de Rússia, fins a 33 vegades, amb nou gols.
Va formar part del combinat rus que va acudir al Mundial de futbol dels Estats Units 1994. A més a més, Radtxenko va marcar un gol al Camerun.